# سوسک کرگدنی نخل
سوسک کرگدنی نخل (نام علمی: Xylotrupes ulysses) گونه‌ای سوسک کرگدنی است که بومی استرالیا می‌باشد.

## نگارخانه

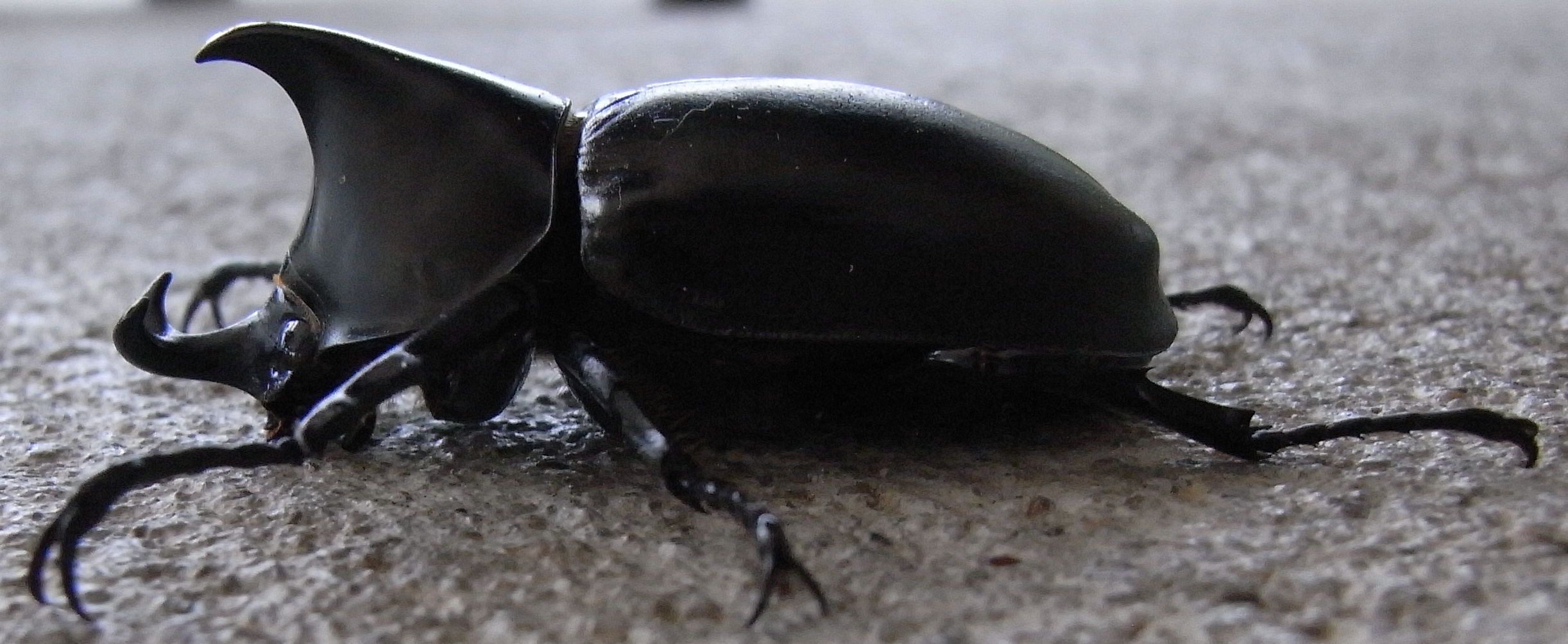
از کنار
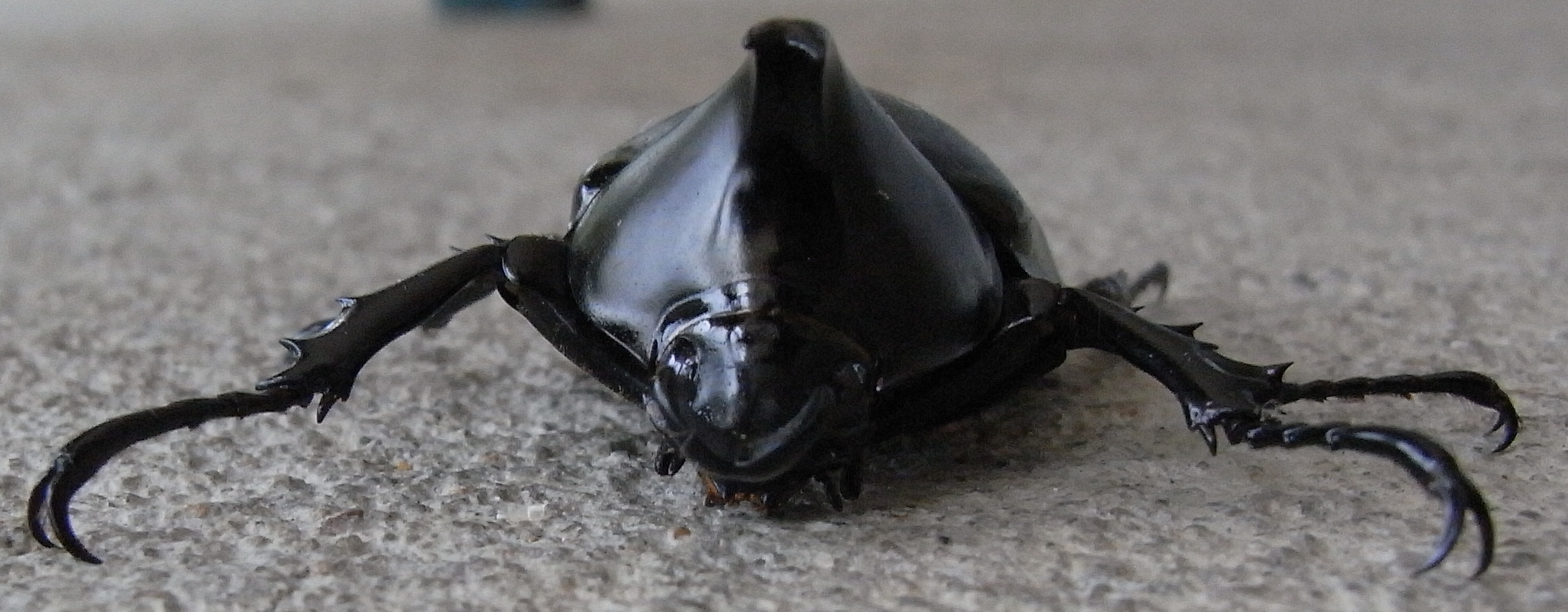
از مقابل